# Robert Farah
Robert Charbel Farah Maksoud (Montreal; 20 de enero de 1987) es un extenista profesional colombiano. Su mejor posición en dobles la obtuvo el 13 de julio de 2019 al ocupar la posición N.º 1 del ranking ATP tras ganar Wimbledon 2019. En sencillos alcanzó la posición máxima de 163.º  el 6 de junio de 2011. Junto a Juan Sebastián Cabal se han convertido en los mejores tenistas de la historia de Colombia, tras clasificarse por primera vez para una final de un Grand Slam quedando subcampeones del Abierto de Australia 2018 y finalmente siendo campeones del mítico Wimbledon 2019 y el US Open 2019.

## Carrera
Hijo de padres libaneses, Robert nació en Montreal; Canadá, pero fue criado en Cali, Colombia desde bebé, es por esto que representó al país sudamericano durante toda su carrera deportiva. Su madre es docente en el Liceo Frances Paul Valery de Cali. Su padre Patrick Farah es tenista (no reconocido a nivel profesional). En el año 2006 se convierte en tenista profesional.

### 2010
El 7 de junio gana el future de Venezuela al peruano Iván Miranda 6-3, 7-6, y el 21 de junio gana otro future en Venezuela a Iván Endara 6-4, 6-2. Luego ganaría el challanger Seguros Bolívar Open a su compatriota Carlos Salamanca en la final en 6-3, 2-6 y 7-6, después de eliminar al ecuatoriano Giovanni Lapentti en 1.ª ronda y en 2.ª ronda al chileno Paul Capdeville. En el Challanger de Campos Do Jordao, Brasil, lograría llegar a semifinales. En el Challanger Brasilia, Brasil, lograría llegar a cuartos de final.
Estuvo cerca de avanzar al cuadro principal del Abierto de EE. UU. al ganar sus dos primeros partidos y perder el último con el 169 del mundo, el checo Dusan Lojda con parciales 7-5, 6-4.
Estuvo cerca de entrar en el cuadro principal de Abierto de Australia y de Roland Garros, en primera ronda de clasificación de Wimbledon le gana a Rui Machado, preclasificado número 3 con parciales 4-6, 6-4 y 6-2 y en segunda ronda perdería con el 180 del mundo, el australiano Bernard Tomic.

### 2011
En su primer torneo Grand Slam, Wimbledon, debutaría en primera ronda con su compatriota Juan Sebastián Cabal en dobles y le ganarían a la pareja integrada por el pakistaní Aisam Qureshi (8.º del mundo en dobles) y el indio Rohan Bopanna (9.º del mundo), quienes en la clasificación de “equipos de la ATP” son los número 5 del mundo, con parciales 2-6, 6-2 y 21-19, en segunda ronda vencen en tres sets a la pareja conformada por el estadounidense Michael Russell y el kazajo Mijaíl Kukushkin, con parciales 6-4, 6-2 y 6-3, en tercera ronda son superados por la pareja del estadounidense James Cerretani y el alemán Philipp Marx con parciales 3-6, 7-6 (2), 6-4 y 6-4.
Para el Abierto de Estados Unidos a Farah le tocaría desde el cuadro clasificatorio, en primera ronda con Júlio Silva ganando 6-7, 6-1 y 6-3, en 2r con Andre Begemann ganando 6-2 y 6-0 y en 3.ª ronda ganándole a Dominik Meffert 6-3, 6-7 y 6-3 y así clasificando por primera vez a un Gram Slam en individual, en 1.ª ronda perdería con el francés Nicolas Mahut 6-3, 7-6, 2-6, 4-6 y 0-6.+

### 2012
En ATP 500 de Torneo de Barcelona logra clasificarse para el cuadro clasificatorio, en primera ronda logra ganar su primer partido ATP al ganarle al español A. Brugues-Davi con un parciales 6-4 y 7-6, en 2.ª ronda derrota al español Pablo Andújar
7-6, 4-6 y 7-5, y en 3.ª ronda cae ante el ex número 1 del mundo, el español Rafael Nadal, con parciales 6-2 y 6-3.
En el ATP 250 de Torneo de Múnich logra clasificarse para el cuadro principal y en 1R derrota al campeón defensor el ruso Nikolai Davydenko, exnúmero 3 del mundo.

### 2013 - 2014
En el Abierto de Australia del año 2013, la pareja Colombiana conformada por Robert Farah y Juan Sebastián Cabal logran pasar a los cuartos de final.
En el 2014 y haciendo dupla con su compatriota Juan Sebastián Cabal, consiguieron en el mes de enero su primer título profesional del año al coronarse en el torneo de dobles del Bucaramanga Open 2014. Los caleños, aseguraron el título al vencer en la final a la dupla del colombiano Juan Carlos Spir y el estadounidense Kevin King, con parciales 7-6(3) y 6-3, en 1 hora y 13 minutos de partido.
Nuevamente junto a Cabal, en el mes de febrero, consiguió el primer título de su carrera en torneos ATP World Tour, al coronarse campeón del torneo de dobles del ATP 500 de Río de Janeiro, en Brasil. En la que era, además, su primera final en un torneo ATP 500, los colombianos aseguraron su primer título en un torneo de esta magnitud al vencer en la final de este domingo a la pareja que conformaron el brasileño Marcelo Melo, 5.º del mundo en dobles, y el español David Marrero, número 7 del mundo en esta misma modalidad, sobre quienes vencieron con parciales 6-4 y 6-2 en una hora y 9 minutos de partido. Los colombianos venían de eliminar el viernes en semifinales a la pareja que aparecía como favorita número 1 al título del torneo, conformada por el brasileño Bruno Soares y el austriaco Alexander Peya.

### 2018
El 2018 no podría empezar mejor para la dupla colombiana con Juan Sebastian Cabal quedando por primera vez subcampeones de un Grand Slam, luego de perder por doble 6-4 frente al austriaco Oliver Marach y el croata Mate Pavić en el Abierto de Australia 2018. Con este logró los colombianos lograron ascender 28 posiciones en el ranking ATP llegando a su mejor posición en su carrera, logrando ser la segunda mejor pareja del mundo y logrando llegar al puesto número 21 individual en dobles siendo su mejor ranking en su carrera.
Además, se coronaron campeones, otra vez con Juan Sebastián Cabal como dupla, del Masters de Roma, al vencer al español Carreño Busta y el portugués Sousa con parciales de 3-6, 6-4 y 10-4.

### Caso Dopaje 2019
Un fuerte revés en su carrera deportiva sufrió el tenista colombiano, quien fue notificado este por la Federación Internacional de Tenis (ITF, por su sigla en inglés) de un resultado adverso en una prueba realizada el pasado 17 de octubre de 2019. Según los resultados, a Farah se le encontró la presencia de boldenona, también conocida comercialmente como Equipoise, Ganabol, Equigan y Ultragán. Es un esteroide anabólico que sirve para aumentar el rendimiento y que está prohibido por la Agencia Mundial Antidopaje (Wada). 

## Torneos de Grand Slam

### Dobles

#### Campeón (2)
| Año  | Torneo             | Pareja               | Oponentes en la final                | Resultado                           |
| 2019 | Wimbledon          | Juan Sebastián Cabal | Nicolas Mahut Édouard Roger-Vasselin | 6-7(5), 7-6(5), 7-6(6), 6-7(5), 6-3 |
| 2019 | Abierto de EE. UU. | Juan Sebastián Cabal | Marcel Granollers Horacio Zeballos   | 6-4, 7-5                            |

#### Finalista (1)
| Año  | Torneo               | Pareja               | Oponentes en la final    | Resultado |
| 2018 | Abierto de Australia | Juan Sebastián Cabal | Oliver Marach Mate Pavić | 4-6, 4-6  |

### Dobles mixto

#### Finalista (2)
| Año  | Torneo        | Pareja              | Oponentes en la final            | Resultado        |
| 2016 | Wimbledon     | Anna-Lena Grönefeld | Heather Watson Henri Kontinen    | 6-7(5), 4-6      |
| 2017 | Roland Garros | Anna-Lena Grönefeld | Gabriela Dabrowski Rohan Bopanna | 6-2, 2-6 [10-12] |

## Títulos ATP (19; 0+19)

### Dobles (19)
| Leyenda                         |
| Grand Slam (2)                  |
| ATP Wourld Tour Finals (0)      |
| ATP Masters 1000 World Tour (2) |
| ATP World Tour 500 series (6)   |
| ATP World Tour 250 series (9)   |

| N.º | Fecha                   | Torneo             | Superficie        | Pareja               | Oponentes en la final                | Resultado                           |
| --- | ----------------------- | ------------------ | ----------------- | -------------------- | ------------------------------------ | ----------------------------------- |
| 1.  | 23 de febrero de 2014   | Río de Janeiro     | Tierra batida     | Juan Sebastián Cabal | David Marrero Marcelo Melo           | 6-4, 6-2                            |
| 2.  | 23 de agosto de 2014    | Winston-Salem      | Dura              | Juan Sebastián Cabal | Jamie Murray John Peers              | 6-3, 6-4                            |
| 3.  | 15 de febrero de 2015   | São Paulo          | Tierra batida (i) | Juan Sebastián Cabal | Paolo Lorenzi Diego Schwartzman      | 6-4, 6-2                            |
| 4.  | 23 de mayo de 2015      | Ginebra            | Tierra batida     | Juan Sebastián Cabal | Raven Klaasen Yen-Hsun Lu            | 7-5, 4-6, [10-7]                    |
| 5.  | 14 de febrero de 2016   | Buenos Aires       | Tierra batida     | Juan Sebastián Cabal | Íñigo Cervantes Paolo Lorenzi        | 6-3, 6-0                            |
| 6.  | 21 de febrero de 2016   | Río de Janeiro     | Tierra batida     | Juan Sebastián Cabal | Pablo Carreño David Marrero          | 7-6(5), 6-1                         |
| 7.  | 21 de mayo de 2016      | Niza               | Tierra batida     | Juan Sebastián Cabal | Mate Pavić Michael Venus             | 4-6, 6-4 [10-8]                     |
| 8.  | 23 de octubre de 2016   | Moscú              | Dura (i)          | Juan Sebastián Cabal | Julián Knowle Jürgen Melzer          | 7-5, 4-6, [10-5]                    |
| 9.  | 19 de febrero de 2017   | Buenos Aires       | Tierra batida     | Juan Sebastián Cabal | Santiago González David Marrero      | 6-1, 6-4                            |
| 10. | 7 de mayo de 2017       | Múnich             | Tierra batida     | Juan Sebastián Cabal | Jérémy Chardy Fabrice Martin         | 6-3, 6-3                            |
| 11. | 20 de mayo de 2018      | Roma               | Tierra batida     | Juan Sebastián Cabal | Pablo Carreño João Sousa             | 3-6, 6-4, [10-4]                    |
| 12. | 28 de abril de 2019     | Barcelona          | Tierra batida     | Juan Sebastián Cabal | Jamie Murray Bruno Soares            | 6-4, 7-6(4)                         |
| 13. | 19 de mayo de 2019      | Roma               | Tierra batida     | Juan Sebastián Cabal | Raven Klaasen Michael Venus          | 6-1, 6-3                            |
| 14. | 28 de junio de 2019     | Eastbourne         | Hierba            | Juan Sebastián Cabal | Máximo González Horacio Zeballos     | 3-6, 7-6(4), [10-6]                 |
| 15. | 13 de julio de 2019     | Wimbledon          | Hierba            | Juan Sebastián Cabal | Nicolas Mahut Édouard Roger-Vasselin | 6-7(5), 7-6(5), 7-6(6), 6-7(5), 6-3 |
| 16. | 6 de septiembre de 2019 | Abierto de EE. UU. | Dura              | Juan Sebastián Cabal | Marcel Granollers Horacio Zeballos   | 6-4, 7-5                            |
| 17. | 20 de marzo de 2021     | Dubái              | Dura              | Juan Sebastián Cabal | Nikola Mektić Mate Pavić             | 7-6(0), 7-6(4)                      |
| 18. | 25 de abril de 2021     | Barcelona          | Tierra batida     | Juan Sebastián Cabal | Kevin Krawietz Horia Tecău           | 6-4, 6-2                            |
| 19. | 31 de octubre de 2021   | Viena              | Dura (i)          | Juan Sebastián Cabal | Rajeev Ram Joe Salisbury             | 6-4, 6-2                            |

#### Finalista (23)
| N.º | Fecha                 | Torneo               | Superficie        | Pareja               | Oponentes en la final                 | Resultado              |
| --- | --------------------- | -------------------- | ----------------- | -------------------- | ------------------------------------- | ---------------------- |
| 1.  | 22 de junio de 2012   | Gstaad               | Tierra batida     | Santiago Giraldo     | Marcel Granollers Marc López          | 4-6, 6-7(9)            |
| 2.  | 25 de mayo de 2013    | Niza                 | Hierba            | Juan Sebastián Cabal | Johan Brunström Raven Klaasen         | 3-6, 2-6               |
| 3.  | 5 de enero de 2014    | Brisbane             | Dura              | Juan Sebastián Cabal | Mariusz Fyrstenberg Daniel Néstor     | 6-7(4), 6-4, [10-7]    |
| 4.  | 8 de febrero de 2014  | Viña del Mar         | Tierra batida     | Juan Sebastián Cabal | Oliver Marach Florin Mergea           | 3-6, 4-6               |
| 5.  | 2 de marzo de 2014    | São Paulo            | Tierra batida (i) | Juan Sebastián Cabal | Guillermo García-López Philipp Oswald | 7-5, 4-6, [13-15]      |
| 6.  | 29 de marzo de 2014   | Miami                | Dura              | Juan Sebastián Cabal | Bob Bryan Mike Bryan                  | 6-7(8), 4-6            |
| 7.  | 26 de julio de 2015   | Bastad               | Tierra batida     | Juan Sebastián Cabal | Jérémy Chardy Łukasz Kubot            | 7-6(6), 3-6, [8-10]    |
| 8.  | 2 de agosto de 2015   | Hamburgo             | Tierra batida     | Juan Sebastián Cabal | Jamie Murray John Peers               | 6-2, 3-6, [8-10]       |
| 9.  | 11 de octubre de 2015 | Tokio                | Dura              | Juan Sebastián Cabal | Raven Klaasen Marcelo Melo            | 6-7(5), 6-3, [7-10]    |
| 10. | 1 de mayo de 2016     | Múnich               | Tierra batida     | Juan Sebastián Cabal | Henri Kontinen John Peers             | 3-6, 6-3, [7-10]       |
| 11. | 25 de febrero de 2017 | Río de Janeiro       | Tierra batida     | Juan Sebastián Cabal | Pablo Carreño Pablo Cuevas            | 4-6, 7-5, [8-10]       |
| 12. | 30 de abril de 2017   | Budapest             | Tierra batida     | Juan Sebastián Cabal | Brian Baker Nikola Mektić             | 6-7(2), 4-6            |
| 13. | 27 de mayo de 2017    | Ginebra              | Tierra batida     | Juan Sebastián Cabal | Jean-Julien Rojer Horia Tecău         | 6-2, 6-7(9), [6-10]    |
| 14. | 27 de enero de 2018   | Abierto de Australia | Dura              | Juan Sebastián Cabal | Oliver Marach Mate Pavić              | 4-6, 4-6               |
| 15. | 18 de febrero de 2018 | Buenos Aires         | Tierra batida     | Juan Sebastián Cabal | Andrés Molteni Horacio Zeballos       | 3-6, 7-5, [3-10]       |
| 16. | 19 de agosto de 2018  | Cincinnati           | Dura              | Juan Sebastián Cabal | Jamie Murray Bruno Soares             | 6-4, 3-6, [6-10]       |
| 17. | 12 de enero de 2019   | Sídney               | Dura              | Juan Sebastián Cabal | Jamie Murray Bruno Soares             | 4-6, 3-6               |
| 18. | 18 de agosto de 2019  | Cincinnati           | Dura              | Juan Sebastián Cabal | Ivan Dodig Filip Polášek              | 6-4, 4-6, [6-10]       |
| 19. | 29 de febrero de 2020 | Acapulco             | Dura              | Juan Sebastián Cabal | Łukasz Kubot Marcelo Melo             | 6-7(6), 7-6(4), [9-11] |
| 20. | 17 de octubre de 2020 | Cerdeña              | Tierra batida     | Juan Sebastián Cabal | Marcus Daniell Philipp Oswald         | 3-6, 4-6               |
| 21. | 7 de febrero de 2021  | Melbourne I          | Dura              | Juan Sebastián Cabal | Jamie Murray Bruno Soares             | 3-6, 6-7(7)            |
| 22. | 17 de abril de 2022   | Montecarlo           | Tierra batida     | Juan Sebastián Cabal | Rajeev Ram Joe Salisbury              | 4-6, 6-3, [7-10]       |
| 23. | 8 de mayo de 2022     | Madrid               | Tierra batida     | Juan Sebastián Cabal | Wesley Koolhof Neal Skupski           | 7-6(4), 4-6, [5-10]    |

## ATP Challenger Tour

### Individuales (1)
| N.º | Fecha      | Torneo               | Superficie    | Oponente en la final | Resultado        |
| --- | ---------- | -------------------- | ------------- | -------------------- | ---------------- |
| 1.  | 12-08-2010 | Challenger de Bogotá | Tierra batida | Carlos Salamanca     | 6-3, 2-6, 7-6(3) |

### Dobles (12)
| N.º | Fecha      | Torneo                         | Superficie    | Pareja               | Rival en la final                    | Resultado        |
| --- | ---------- | ------------------------------ | ------------- | -------------------- | ------------------------------------ | ---------------- |
| 1.  | 12.07.2010 | Challenger de Bogotá           | Tierra batida | Juan Sebastián Cabal | Víctor Estrella Alejandro González   | 7-6(6), 6-4      |
| 2.  | 01.11.2010 | Challenger de Medellín         | Tierra batida | Juan Sebastián Cabal | Franco Ferreiro Andre Sa             | 6-3, 7-5         |
| 3.  | 08.11.2010 | Challenger de Guayaquil        | Tierra batida | Juan Sebastián Cabal | Franco Ferreiro Andre Sa             | 7-5, 7-6(3)      |
| 4.  | 24.01.2011 | Challenger de Bucaramanga      | Tierra batida | Juan Sebastián Cabal | Pablo Galdon Andrés Molteni          | 6-1, 6-2         |
| 5.  | 20.03.2011 | Challenger de San José         | Dura          | Juan Sebastián Cabal | Luis Díaz-Barriga Santiago González  | 6-3, 6-3         |
| 6.  | 08.05.2011 | Abierto de Roma                | Tierra batida | Juan Sebastián Cabal | Santiago González Travis Rettenmaier | 2-6, 6-3, [11-9] |
| 7.  | 01.08.2011 | Challenger de Campos do Jordão | Dura          | Juan Sebastián Cabal | Ricardo Hocevar Júlio Silva          | 6-2, 6-3         |
| 8.  | 08.08.2011 | Challenger de Binghamton       | Dura          | Juan Sebastián Cabal | Treat Conrad Huey Frederik Nielsen−  | 6-4, 6-3−        |
| 9.  | 25.09.2011 | Challenger de Cali             | Tierra batida | Juan Sebastián Cabal | Eduardo Schwank Facundo Bagnis       | 7-5, 6-2         |
| 10. | 15.09.2012 | Challenger de Cali             | Tierra batida | Juan Sebastián Cabal | Joao Souza Marcelo Demoliner         | 6-3, 7-6         |
| 11. | 22.09.2013 | Challenger de Kaohsiung        | Tierra batida | Juan Sebastián Cabal | Yuki Bhambri Chien-Fu Wang           | 6-4, 6-2         |
| 12. | 25.01.2014 | Challenger de Bucaramanga (2)  | Tierra        | Juan Sebastián Cabal | Kevin King Juan Carlos Spir          | 7-6(3), 6-3      |

## Participaciones en individuales torneos de Grand Slam
| Torneo               | 2010 | 2011 | 2012 | 2013 | G-P | Títulos |
| -------------------- | ---- | ---- | ---- | ---- | --- | ------- |
| Abierto de Australia | A    | Q2   | Q1   | Q1   | 0-1 | 0       |
| Roland Garros        | A    | Q2   | Q2   | A    | 0-0 | 0       |
| Wimbledon            | A    | Q2   | Q2   | A    | 0-1 | 0       |
| Abierto de EE. UU.   | Q3   | 1R   | Q2   | A    | 0-2 | 0       |

## Participaciones en dobles torneos de Grand Slam
| Torneo                      | 2011         | 2012         | 2013         | 2014         | 2015         | 2016  | 2017         | 2018         | 2019         | 2020         | 2021  | 2022         | 2023         | G-P   | Títulos |
| --------------------------- | ------------ | ------------ | ------------ | ------------ | ------------ | ----- | ------------ | ------------ | ------------ | ------------ | ----- | ------------ | ------------ | ----- | ------- |
| Torneos Grand Slam          |              |              |              |              |              |       |              |              |              |              |       |              |              |       |         |
| Abierto de Australia        | A            | 2R           | CF           | 1R           | 2R           | 3R    | 3R           | F            | 1R           | 2R           | 2R    | 2R           |              | 16-10 | 0       |
| Roland Garros               | A            | 3R           | 3R           | 1R           | 1R           | 1R    | SF           | CF           | SF           | SF           | SF    | 1R           |              | 19-10 | 0       |
| Wimbledon                   | 3R           | 1R           | 3R           | A            | 2R           | 2R    | 2R           | 3R           | G            | A            | CF    | SF           |              | 22-9  | 1       |
| Abierto de EE. UU.          | 2R           | 1R           | 1R           | 2R           | 2R           | 1R    | A            | SF           | G            | 2R           | 1R    | SF           |              | 18-9  | 1       |
| Total                       | Total        | Total        | Total        | Total        | Total        | Total | Total        | Total        | Total        | Total        | Total | Total        | Total        | Total | 2       |
| Juegos Olímpicos            |              |              |              |              |              |       |              |              |              |              |       |              |              |       |         |
| Juegos Olímpicos            | No celebrado | No celebrado | No celebrado | No celebrado | No celebrado | 2R    | No celebrado | No celebrado | No celebrado | No celebrado | CF    | No celebrado | No celebrado | 3-2   | 0       |
| ATP World Tour Masters 1000 |              |              |              |              |              |       |              |              |              |              |       |              |              |       |         |
| Indian Wells                | A            | A            | A            | A            | 2R           | 1R    | A            | 1R           | CF           | A            | A     | 2R           |              | 4-5   | 0       |
| Miami                       | A            | A            | A            | F            | 2R           | A     | 1R           | CF           | 2R           | A            | 2R    | 1R           |              | 8-7   | 0       |
| Montecarlo                  | A            | A            | A            | 2R           | 1R           | SF    | A            | CF           | 2R           | A            | SF    | F            |              | 14-7  | 0       |
| Madrid                      | A            | A            | A            | SF           | A            | 1R    | 2R           | SF           | 1R           | A            | 1R    | F            |              | 11-7  | 0       |
| Roma                        | A            | A            | A            | 1R           | CF           | 1R    | A            | G            | G            | 2R           | 1R    | 1R           |              | 8-6   | 2       |
| Canadá                      | A            | A            | A            | A            | A            | A     | A            | 2R           | 1R           | A            | CF    | 1R           |              | 1-4   | 0       |
| Cincinnati                  | A            | A            | A            | A            | 2R           | A     | A            | F            | F            | 1R           | SF    | 1R           |              | 10-6  | 0       |
| Shanghái                    | A            | A            | A            | CF           | CF           | 2R    | 2R           | SF           | CF           | A            | A     | A            |              | 10-6  | 0       |
| París                       | A            | A            | A            | 2R           | 2R           | 1R    | 2R           | 2R           | 2R           | 2R           | CF    | A            |              | 6-8   | 0       |
| Total                       | Total        | Total        | Total        | Total        | Total        | Total | Total        | Total        | Total        | Total        | Total | Total        | Total        | Total | 2       |